# Agnítsini
Agnítsini (Agnitsini) är en ort i Grekland.   Den ligger i prefekturen Nomós Kerkýras och regionen Joniska öarna, i den västra delen av landet, 400 km nordväst om huvudstaden Aten. Agnítsini ligger 166 meter över havet och antalet invånare är 119. Den ligger på ön Korfu.
Terrängen runt Agnítsini är kuperad åt sydväst, men åt nordost är den platt. Havet är nära Agnítsini österut.  Närmaste större samhälle är Korfu, 15,5 km söder om Agnítsini. I omgivningarna runt Agnítsini växer i huvudsak blandskog.